# Ближні Макорти
Ближні Макорти — ботанічна пам'ятка природи місцевого значення. Об'єкт розташований на території Бердянського району Запорізької області, околиця міста Бердянськ.
Площа — 5 га, статус отриманий у 1984 році.

## Галерея

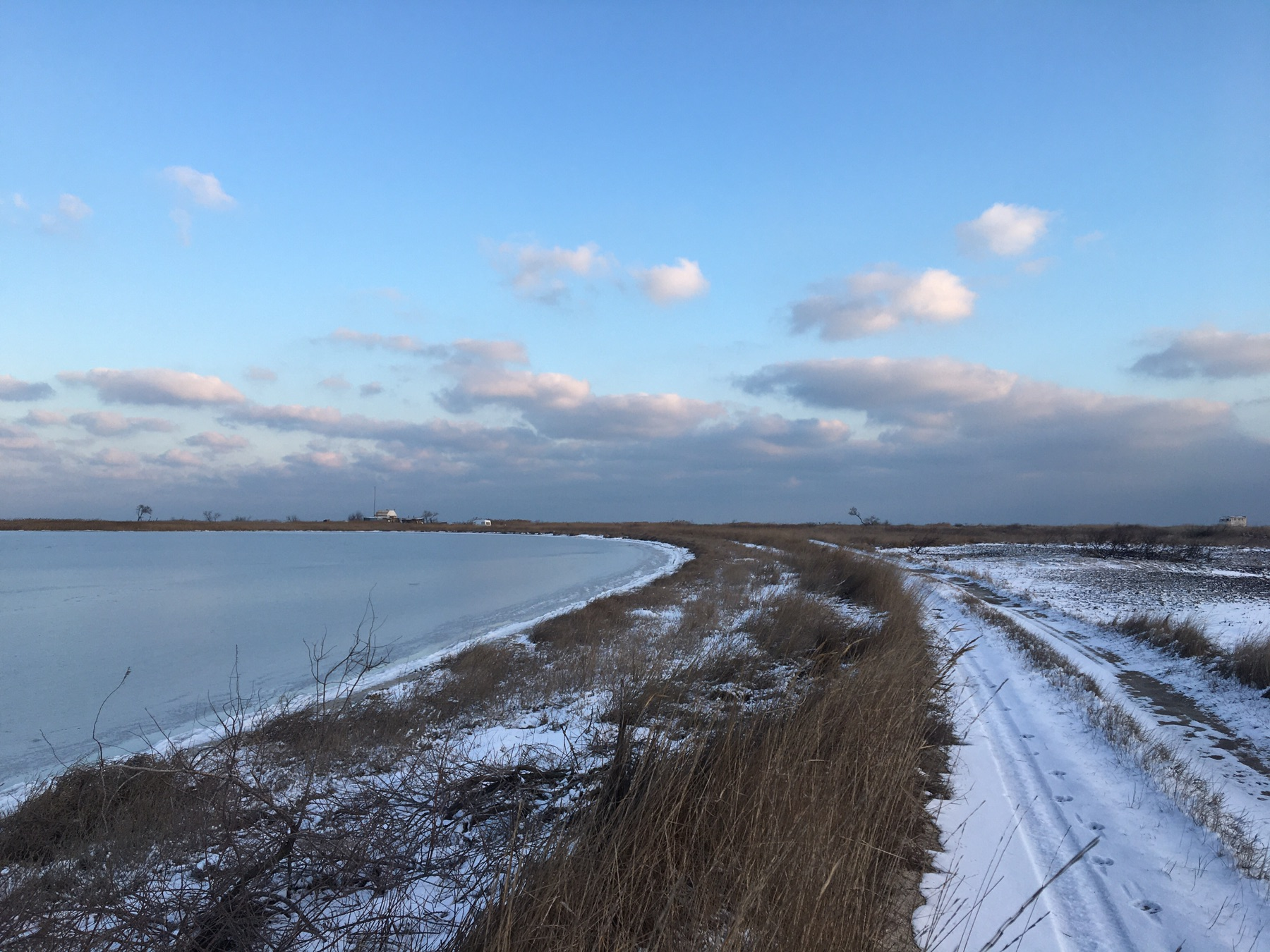
Лиман взимку
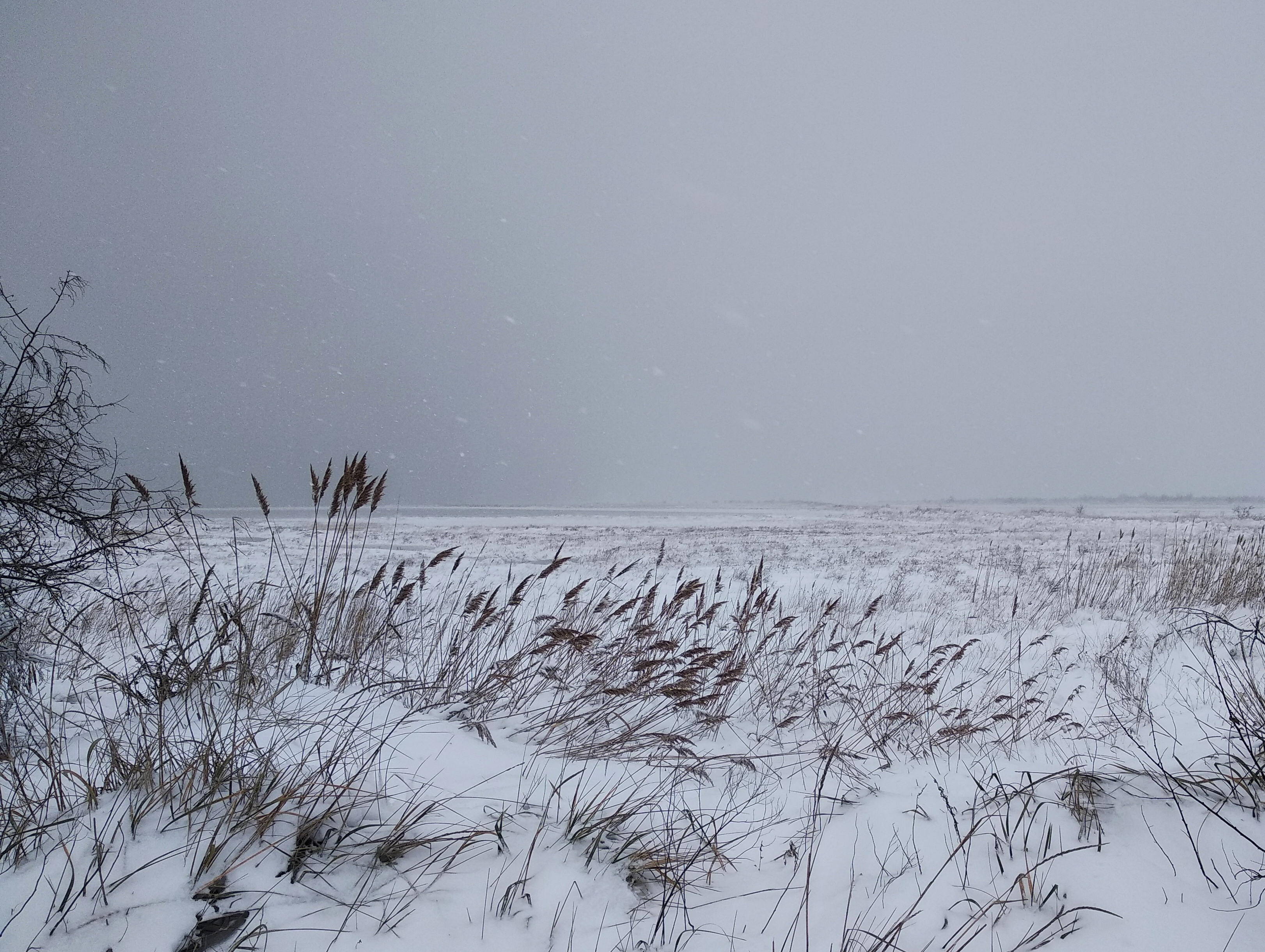
Зимні краєвиди
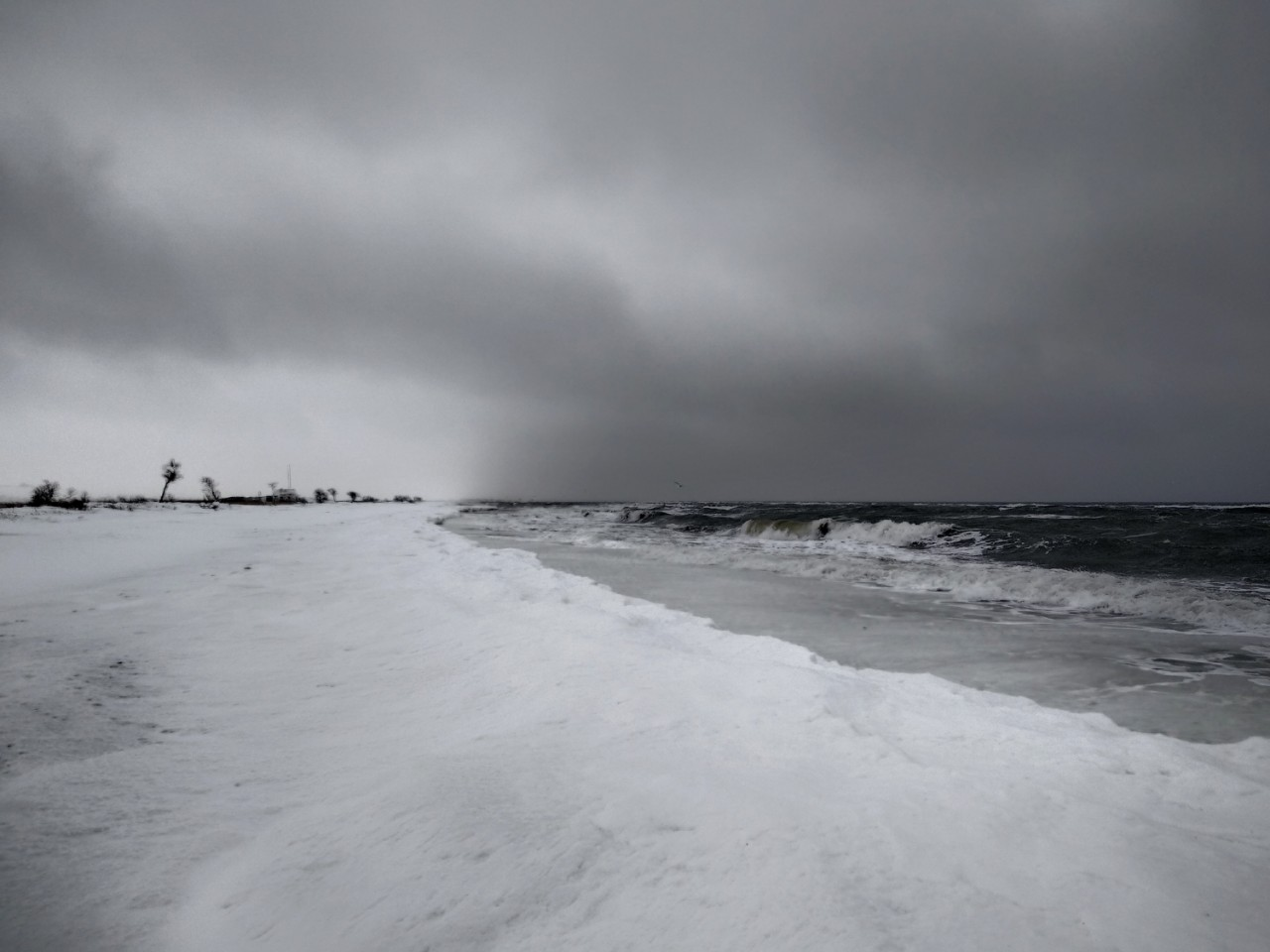
Перед сніговою бурею